# Yaba Badoe
Yaba Badoe, född 1955, är en ghanansk-brittisk dokumentärfilmare, journalist och författare.
Badoe började sin karriär inom journalistiken som lärling hos BBC. Hennes debutroman, True Murder (2009), behandlar ämnet kvinnor i Ghana som anklagas för häxkonster. Två flickor hittar något som verkar vara döda kattungar på en vind, och möter obehagliga hemligheter. Badoe har också fått en novell, Rivalen, publicerad i antologin Kärlek x 21 – Afrikanska noveller (2010) sammanställd av Ama Ata Aidoo.
Badoe forskar vid Institute of African Studies på University of Ghana, och bor sex månader om året i England, där hon gör dokumentärfilm.